# Paradoxul crocodilului
Paradoxul crocodilului este un paradox autoreferențial al aceleiași familii ca cel al mincinosului. 

## Enunțul paradoxului
Paradoxul poate fi enunțat astfel: 
Un crocodil ia un copil și îi spune mamei: „Dacă ghicești ce voi face, îți dau înapoi copilul, altfel îl mănânc.” 
Presupunând că crocodilul își ține cuvântul, ce trebuie să spună mama pentru ca crocodilul să-i dea copilul înapoi? 
Un răspuns normal din partea mamei este: „O să-l mănânci!” 
Dacă crocodilul i-ar mânca copilul, mama ar ghici corect și crocodilul ar trebui să-i returneze copilul. 
Dacă crocodilul ar înapoia copilul, mama ar greși și crocodilul ar trebui să-l mănânce. 
În ambele cazuri, crocodilul nu își poate ține cuvântul și se confruntă cu un paradox. 
Potrivit lui Lewis Carroll, crocodilul va mânca copilul, deoarece este în natura sa. Acest paradox a fost povestit de Lucian din Samosata, care l-a atribuit stociului Chrysippus, în dialogul Sectele la licitație . 
Acest sofism crocodilian este prezentat de Quintilian, autor latin din secolul I, într-un extras din Institutia oratoria. 
Cu toate acestea, dacă mama răspunde: „O să mi-l dai înapoi”, nu mai există un paradox și propunerea este adevărată, indiferent dacă crocodilul îl înapoiază pe copil sau îl mănâncă.

## Adevărul și falsul
Acest paradox este similar cu paradoxul mincinosului, în sensul că dacă dorim ca afirmația să fie adevărată, ea devine falsă și dacă vrem să fie falsă, ea devine adevărată. 
Există un răspuns mai subtil din partea mamei, care este: „Îmi vei mânca copilul sau mi-l vei returna!”
Crocodilul nu poate să-și țină cuvântul și să devoreze copilul. Singura sa șansă de a-și păstra cuvântul este să înapoieze copilul. În acest caz, mama va fi prezis ce va face crocodilul. 
Acest tip de situație este numită „ logică coercitivă” de către Raymond Smullyan în cartea sa Enigmele Șeherezadei. Exemplele pe care le oferă în capitolul său „Marea întrebare” corespund exact situației paradoxului crocodilului.

## Vezi și
- Listă de paradoxuri